# Município de Windsor (condado de Morgan, Ohio)
O município de Windsor (em inglês: Windsor Township) é um município localizado no condado de Morgan no estado estadounidense de Ohio. No ano de 2010 tinha uma população de 2.089 habitantes e uma densidade populacional de 18,44 pessoas por km².

## Geografia
O município de Windsor encontra-se localizado nas coordenadas 39° 32′ 40″ N, 81° 46′ 21″ O. Segundo o Departamento do Censo dos Estados Unidos, o município tem uma superfície total de 113.27 km², da qual 110,09 km² correspondem a terra firme e (2,81 %) 3,18 km² é água.

## Demografia
Segundo o censo de 2010, tinha 2.089 habitantes residindo no município de Windsor. A densidade populacional era de 18,44 hab./km². Dos 2.089 habitantes, o município de Windsor estava composto pelo 94,88 % brancos, o 1,39 % eram afroamericanos, o 0,38 % eram amerindios, o 0,14 % eram de outras raças e o 3,21 % eram de uma mistura de raças. Do total da população o 0,67 % eram hispanos ou latinos de qualquer raça.